# Willem van Oringen
Willem van Oringen is de Middelnederlandse benaming van het personage Guillaume d'Orange uit de Oudfranse Karelromans. In het Middelnederlands zijn twee fragmenten waarin dit personage voorkomt bewaard gebleven. Het eerste fragment is een vertaling van het chanson de geste Moniage Guillaume uit de cyclus van Guillaume d'Orange. Het tweede omvat waarschijnlijk een origineel Middelnederlands verhaal.

## Fragment 1

### Karakterisering
Het eerste fragment dateert uit de dertiende eeuw en bestaat uit resten van een perkamenten dubbelblad waarvan de boven-en onderkant zijn afgesneden, met tekstverlies tot gevolg. Het bevat een vertaling van de Moniage Guillaume. Aangezien dit verhaal het laatste is uit de cyclus en van Guillaume d'Orange en nooit afzonderlijk voorkomt, vermoedt men dat de hele cyclus in het Middelnederlands is vertaald. Het feit dat er drie kolommen tekst zijn op het dubbelblad ondersteunt deze veronderstelling, omdat dit een tekst van grote omvang suggereert. Als deze hypothese juist is, kan de oorspronkelijke omvang van de roman worden geschat op 50.000 verzen, waarvan we nu nog maar 429 verzen bezitten.

### Auteur
De vertaling van de cyclus wordt door Jacob van Maerlant (1225 - † 1300) toegeschreven aan 'Klaas van Haarlem, de zoon van vrouw Brechte'. Vermoedelijk gaat het om de ridder Nicolaas Persijn (1224 - † 1255), een vertrouweling van graaf Willem II van Holland (regeerde 1234-1256). In de eerste helft van de veertiende eeuw is de tekst van Klaas van Haarlem overgeschreven door een kopiist die ook heeft meegewerkt aan de Haagse Lancelotcodex. Uit de dialectische kenmerken kan worden afgeleid dat hij een Brabander was. Momenteel wordt het fragment bewaard in de Universiteitsbibliotheek Gent

### Inhoud
Na een bewogen leven als ridder wordt Willem monnik in het klooster bij Aniane. De relatie tussen Willem en de andere monniken verloopt niet soepel en uiteindelijk bedenken deze laatsten een plan om zich van hun lastige confrater te ontdoen. De monniken sturen hem weg met koopwaar en laten hem beloven dat hij zich niet mag verdedigen tegen rovers tenzij ze zijn ondergoed willen afnemen. Ze hopen dat Willem zo vermoord zal worden. Maar hij doorziet hun list en laat een kostbare gordel maken voor zijn ondergoed. Onderweg wordt Willem inderdaad overvallen door rovers. Hij slaat de hoofdman dood wanneer die de kostbare gordel wil afnemen. Dan gaat hij terug naar het klooster en wreekt zich op de monniken. Beide partijen verzoenen zich uiteindelijk. Niet veel later krijgt Willem een visioen van een engel die hem vertelt dat hij als een kluizenaar moet gaan leven in Montpellier. De Saraceense koning Synagon komt echter achter de verblijfplaats van zijn oude vijand en laat Willem gevangennemen, waardoor hij zeven jaar in gevangenschap leeft. Zijn neef Landril li Timonier bevrijdt hem na een grote strijd waarbij Synagon wordt gedood. Hierna keert Willem terug naar zijn kluizenaarsleven.
Dit was de inhoud van het Middelnederlandse fragment, maar het chanson de geste Moniage Guillaume heeft nog een staartje. Daar wordt Guillaume nog eens opgeroepen door Lodewijk I de Vrome, de zoon van Karel de Grote, als deze hulp nodig heeft om de belegering van een heidense koning af te slaan. Nadat dit is afgehandeld, keert Guillaume terug naar zijn rustig leventje totdat hij het aan de stok krijgt met de duivel.

## Fragment 2

### Karakterisering
Dit veertiende-eeuwse fragment is in 1950 geschonken aan de Bodleian Library door "A. Maltby & Son", boekbinders te Oxford. Het is een sterk beschadigde strook perkament met op elke zijde 29 verzen. Bij de meeste is zowel het begin als het einde van de verzen verloren gegaan. Het strookje zat in een boekband ter versteviging, maar het is onbekend uit welk boek het afkomstig is. De dialectische kenmerken wijzen in de richting van een Vlaamse kopiist, mogelijk uit West-Vlaanderen. De oorspronkelijke pagina-indeling en omvang zijn moeilijk met zekerheid te bepalen. Een voorzichtige schatting van de omvang ligt rond de 5000 verzen.

### Inhoud
De kleine stukken tekst hebben betrekking op Willems strijd tegen de Saracenen bij Arles. De ene zijde vertelt ons dat er drie ridders arriveren uit Arles. Ze worden ontvangen door een man, waarna een herkenning plaatsvindt tussen mogelijk graaf Willem en een zekere Julien. Op de andere zijde vangen we een glimp op van een gesprek tussen de woedende Saraceense koning Tibaut en iemand anders. Deze laatste heeft een onbekende laten passeren. Vermoedelijk gaat het hier om Willem van Oringen, vermomd als een Saraceen.
Wegens de geringe omvang is het moeilijk om iets met zekerheid te zeggen over de situering van de tekst in de cyclus van Willem van Oringen. Waarschijnlijk gaat het om een origineel Middelnederlands verhaal, waarin bekende personages worden opgevoerd. We mogen echter niet uitsluiten dat het mogelijk om een vertaling of bewerking gaat van de chansons de geste Chevalerie Vivien of Aliscans.

## Historische kern
Guillaume de Toulouse (ca. 750-ca. † 812), graaf van Aquitanië, was een neef van Karel de Grote. Hij verdiende zijn strepen door de zuidelijke grensgebieden te verdedigen tegen de instromende Saracenen uit Spanje en door Catalonië te veroveren. Na de dood van zijn vrouw werd hij monnik naar het voorbeeld van zijn vriend, de benedictijn Benoît. Hij verbleef eerst in het klooster van Aniane en nadien in het zelf gestichte klooster van Gellone. Hij werd heilig verklaard in 1066. Na het overlijden van Guillaume de Toulouse raken het epische personage Guillaume d'Orange en de heilige met elkaar verstrikt. De monniken van Saint-Guilhem-le-Désert schreven rond 1125 de Vita Sancti Wilhelmi, waarin ook toespelingen worden gemaakt op de heroïsche daden van het fictieve personage.

### Primaire bronnen
- Kalff, Gerrit, Middelnederlandsche epische fragmenten, met aanteekeningen. Leiden, 1886. DBNL
- Kienhorst, Hans, ‘Fragment van een onbekende Middelnederlandse ridderroman over Willem van Oringen’, Tijdschrift voor Nederlandse Taal en Letterkunde 114 (1998), 125-137.
- Willems, Jan Frans, ‘Fragment van het oude riddergedicht Willem van Oranje’, Belgisch museum voor de Nederduitsche tael- en letterkunde en de geschiedenis des vaderlands deel 7 ( 1843), 186-208.

### Secundaire bronnen
- Besamusca, Bart, Repertorium van de Middelnederlandse Karelepiek. Een beknopte beschrijving van de handschriftelijke en gedrukte overlevering. Utrecht, 1983.
- Broers, Theo J. A., ‘Guillaume d’Orange’ In: Willem Pieter Gerritsen & A.G. Van Melle (red.), Van Aiol tot de Zwaanridder. Nijmegen. 1993, 155-161. Van A tot Z reeks
- Hogenelst, Dini & Heleen B. Van der Weel, ‘Letterkunde en muziek.’ In: Gineke van der Ree-Scholtens (ed.), Deugd boven geweld: een geschiedenis van Haarlem, 1245-1995. 1995, Hilversum, 97-109.
- Kienhorst, Hans, De handschriften van de Middelnederlandse ridderepiek. Een codicologische beschrijving. Deel 1. Deventer, 1988.
- Kienhorst, Hans, ‘Fragment van een onbekende Middelnederlandse ridderroman over Willem van Oringen’, Tijdschrift voor Nederlandse Taal en Letterkunde 114 (1998), 125-137.
- Te Winkel, Jan, De ontwikkelingsgang der Nederlandsche letterkunde I. Geschiedenis der Nederlandsche letterkunde van Middeleeuwen en Rederijkerstijd 1. Haarlem, 1922.
- Van der have, Ben, ‘De Middelnederlandse Karelepiek: de fragmenten en het geheel.’ In: Jaap Tigelaar & Bart Besamusca (red.), Karolus Rex. Studies over de middeleeuwse verhaaltraditie rond Karel de Grote. Hilversum, 1983, 77-92.